# Жесткач
«Жесткач» (также «Хардкор») — американский криминально-драматический фильм 1979 года в стиле нео-нуар, снятый Полом Шрейдером по собственному сценарию, с Джорджем Скоттом, Питером Бойлом, Айлах Дэвис и Сизон Хабли в главных ролях. По сюжету отец (Скотт) ищет свою дочь (Дэвис), которая исчезла и затем появилась в порнографическом фильме.
Шредер ранее написал сценарий для фильма Мартина Скорсезе  «Таксист», оба фильма посвящены изучению скрытой субкультуры.

## Сюжет
Джейк Ван Дорн — преуспевающий бизнесмен из Гранд-Рапидс, штат Мичиган, придерживающийся сильных кальвинистских убеждений. Он является отцом-одиночкой, казалось бы, тихой, консервативной девочки-подростка Кристен, которая необъяснимым образом исчезает, когда отправляется в спонсируемую церковью поездку в Беллфлауэр, штат Калифорния. Энди Маст, странный частный сыщик (частный детектив) из Лос-Анджелеса, берётся найти её, но обнаруживает только 8- миллиметровую киноплёнку, на которой запечатлена Кристен с двумя молодыми людьми.
После просмотра фильма Ван Дорн подозревает, что его дочь похитили и уговорили присоединиться к преступному порномиру Калифорнии. Стремление спасти дочь ведёт Ван Дорна через эту неопрятную субкультуру.
Не получив каких-либо других сведений ни от Маста, ни полиции Лос-Анджелеса, ни от лос-анджелесских владельцев секс-шопов и женщин из «рэп-салонов», отчаявшийся Ван Дорн маскируется под порно-продюсера и размещает рекламу в Los Angeles Free Press, надеясь найти информацию о своей дочери. После того, как многие порноактёры посещают мотель Ван Дорна, появляется тощий актёр по имени «Джизм Джим», который снимался в том самом 8-миллиметровом мальчишнике с Кристен, и знает, где она может быть. Джим отправляет Ван Дорна к порноактрисе и проститутке по имени Ники. Дорн нанимает Ники, чтобы она сопровождала его в поисках Кристен. Узнав, что по слухам Кристен теперь снимается в порно в Мексике, они переезжают из Лос-Анджелеса в Сан-Диего, постепенно сближаясь: Ники чувствует себя под защитой Ван Дорна, потому что он мужчина, который видит в ней не просто сексуальный объект, а он может открыто говорить ей о своих самых глубоких чувствах, таких, например, как уход жены. В итоге эта странная пара оказывается в Сан-Франциско, где Ван Дорн обнаруживает, что Кристен может быть в руках Ратана, очень опасного S&M-порноигрока, который имеет дело с миром «снафф»-фильмов. Ники, которая раньше думала, что Ван Дорн может помочь ей сбежать от прежней уличной жизни, теперь боится быть покинутой, как только он найдет свою дочь — живой или мёртвой. В результате она отказывается сообщать адрес деятеля порноиндустрии, который является связующим звеном с Ратаном. Ван Дорн выходит из себя и бьет её, чтобы заставить раскрыть информацию.
Ван Дорн находит некого Тода и заставляет сообщить места, где бывает Ратан. Ван Дорн и Маст выслеживают Ратана до ночного клуба, где он и Кристен наблюдают за живым секс-шоу. Когда Ван Дорн вступает в конфликт с Ратаном, Кристен убегает, а Ратан режет Ван Дорна ножом. Маст стреляет и убивает Ратана. Ван Дорн говорит Кристен, что заберет её домой от людей, которые, по его мнению, заставили её заняться порнографией. С её стороны следует гневная реакция, она заявляет, что пошла в порно по собственной воле, чтобы восстать против своего консервативного воспитания. Теперь она чувствовала себя любимой и ценимой так, как эмоционально далёкий Ван Дорн никогда не предлагал. Подавленный и заплаканный, Ван Дорн спрашивает её, действительно ли она хочет, чтобы он оставил её в покое, но она признаёт, что нет. Они собираются домой, и тут Ван Дорн замечает Ники. Он говорит с ней, пытаясь выразить свою благодарность, но обоим ясно, что это именно то, чего она боялась. Её полезность для него и, следовательно, их отношения закончились. Она уходит, смирившись с этим, чтобы продолжить жизнь на улице.

## В ролях
- Джордж С. Скотт — Джейк Ван Дорн
- Питер Бойл — Энди Маст
- Сезон Хабли — Ники
- Дик Сарджент — Уэс ДеДжонг
- Леонард Гейнс — Билл Рамада
- Дэйв Николс — Курт (в титрах Дэвид Николс)
- Гэри Грэм — Тод (в титрах Гэри Рэнд Грэм)
- Ларри Блок — детектив Берроуз
- Марк Алаймо, — Ратан
- Лесли Акерман — Феличе
- Шарлотта МакГиннис — Беатрис (в титрах Шарлотта МакГиннес)
- Ила Дэвис — Кристен Ван Дорн
- Пол Марин — Джо Ван Дорн
- Уилл Уокер — Джим «Джисм Джим» Слоан
- Хэл Уильямс — Большой Дик Блак
- Джеймс Хелдер — Джон Ван Дорн
- Реб Браун — менеджер / вышибала
- Трейси Уолтер — продавец в книжном магазине для взрослых

## Производство
Фильм был спродюсирован Джоном Милиусом, который сказал, что это был «замечательный сценарий, который стал паршивым фильмом. Я виню в этом режиссуру Пола».
Уоррен Битти изначально хотел сыграть главную роль, но, по словам режиссёра Пола Шредера, «он не взял меня в качестве режиссёра. И в его версии это была бы его жена, а не дочь, которая ушла из-за Побережья. Плохая идея. Я выдержал. Я отказался от очень крупной суммы денег. Я пошел к [Джорджу С.] Скотту и заполучил его. Он один из величайших актёров в мире».

## Приём
Несмотря на утверждение, что кульминация превращается в клише из боевиков, Роджер Эберт, тем не менее, дал фильму оценку четыре звезды из четырёх за его «моменты чистого откровения», особенно в сценах между Скоттом и Хабли. Джин Сискель дал фильму три с половиной звезды из четырёх и назвал его «фильмом, богатым идеями, и поразительно реальными персонажами». По его мнению, Джордж Скотт сыграл в фильме одну из лучших своих ролей. Журнал Variety назвал картину «очень хорошим фильмом» и предсказал, что независимо от отношения каждого отдельного зрителя к порнографии и религии, «скучно не будет никому». Винсент Кэнби из The New York Times написал в неоднозначном обзоре, что Шредер «демонстрирует необычайную чувствительность к реалиям американского наследия, о которых редко даже думают на экране, а тем более драматизируют. Его характеры сложны. К сожалению, мелодрама редко соответствует их сложности. Это прямолинейная, неуклюжая мелодрама, которая, кажется, отражает не жизнь, а то, как жизнь ведется в кино».
Полин Кель из The New Yorker ответила отрицательно, объяснив, что «Таксист» сработал, потому что «главный герой, Трэвис Бикл, испытывал страх и ненависть к сексу, настолько лихорадочно чувственному, что мы испытали его напряженность, его взрывчатость. Но в „Hardcore“ Джейк не чувствует вожделения, поэтому нет соблазна — и нет соперничества. Голландская Реформационная церковь выиграла битву за его душу ещё до первого кадра фильма». Она добавила, что «есть что-то странное в том, как Джейк шагает по аду, размахивая кулаками, как кальвинист Джон Уэйн». Чарльз Чамплин из Los Angeles Times назвал фильм «сильным, но, в конце концов, разочаровывающим материалом», объяснив: "Помимо сюжетных выдумок, которые так далеко оставляют реальность позади, раздражение «Хардкора» заключается в том, что конфронтация так и не закончилась. Дочь, чувства которой, по-видимому, имеют решающее значение для понимания истории, не более чем шифр и символ. Гэри Арнольд из Washington Post назвал историю «увлекательной, но неудовлетворительной», обнаружив, что примирение в конце «слишком сильно нарушает то, во что нас заставили поверить».
На Rotten Tomatoes фильм имеет рейтинг одобрения 73 % на основе 26 обзоров со средней оценкой 6,7/10. Консенсус сайта гласит: «Озабоченность режиссёра Пола Шрейдера отчуждением и верой находит неотразимое воплощение в превосходной игре Джорджа Скотта, хотя некоторые зрители могут счесть Hardcore слишком мягким, чтобы соответствовать его провокационным обещаниям».

## Выпуск домашнего видео
Hardcore был доступен на VHS в 1980-х годах от Columbia Pictures Home Entertainment, а затем от RCA / Columbia Pictures Home Video. В 1990-х он был переиздан на Columbia TriStar Home Video. В 2004 году фильм был выпущен на DVD компанией Sony Pictures Home Entertainment.
В августе 2016 года фильм был выпущен в США на Blu-ray от Twilight Time ограниченным тиражом в 3000 копий. На диске есть комментарии Шрейдера, а также критиков Эдди Фридфельда, Ли Пфайффера и Пола Скрабо. Теперь он доступен в формате потокового видео и для цифровой загрузки через Amazon.com, Apple iTunes Store, Vudu и другие онлайн-сервисы.

## Награды и номинации
| Список наград и номинаций              | Список наград и номинаций | Список наград и номинаций                | Список наград и номинаций  | Список наград и номинаций | Список наград и номинаций |
| Награда                                | Дата                      | Категория                                | Получатель(и)              | Результат                 | Ссылка(и)                 |
| -------------------------------------- | ------------------------- | ---------------------------------------- | -------------------------- | ------------------------- | ------------------------- |
| Берлинский международный кинофестиваль | 1979 г.                   | Золотой медведь : лучший фильм           | Хардкор, Номинация         | [ 9 ]                     |                           |
| Премия Stinkers Bad Movie Awards       | 1979 г.                   | Худший фильм                             | Хардкор, Номинация         | [ 10 ]                    |                           |
| Премия Stinkers Bad Movie Awards       | 1979 г.                   | Худшее выступление актёра в главной роли | Джордж С. Скотт, Номинация | [ 11 ]                    |                           |
| Премия Stinkers Bad Movie Awards       | 1979 г.                   | Худшее исполнение актрисой второго плана | Ила Дэвис, Номинация       | [ 11 ]                    |                           |